# Emma Sundin
Emma Charlotta Sundin, född 15 augusti 1838 i Jakobs församling, Stockholm, död 2 mars 1920 i Adolf Fredriks församling, Stockholm, var en svensk målare och privatlärare.
Hon var dotter till revisorn Zacharias Sundin och Margareta Charlotta Helin. Sundin studerade vid Konstakademien i Stockholm 1864–1869 och var efter studierna verksam som konstnär och privatlärare.